# Liste des évêques et archevêques de Galveston-Houston
Liste des évêques et archevêques de Galveston-Houston
(Archidioecesis Galvestoniensis Houstoniensis)
La préfecture apostolique du Texas est créée en 1839, par détachement de l'évêché de Linares du Nouveau León.
Elle est érigée en vicariat apostolique du Texas le 10 juillet 1841.
Le vicariat apostolique est érigé en évêché et change de nom le 4 mai 1847 pour devenir l'évêché de Galveston.
Ce dernier change à nouveau de nom pour devenir l'évêché de Galveston-Houston le 25 juillet 1959.
Il est érigé en archevêché le 29 décembre 2004.

## Ordinaires

### Sont préfets apostoliques du Texas
- 12 avril 1840 - 10 juillet 1841 : John Timon, C.M., auparavant archevêque coadjuteur de Saint-Louis (Missouri)

### Puis sont vicaires apostoliques du Texas
- 10 juillet 1841 - 23 avril 1847 : John Timon, promu, puis nommé évêque de Buffalo (New-York)
- 16 juillet 1841 - 4 mai 1847 : Jean-Marie Odin (ou John-Mary Odin), C.M., co-vicaire apostolique (né et enterré à Ambierle, en France[1])

### Puis sont évêques

#### Évêques de Galveston:
- 4 mai 1847 - 15 février 1861 : Jean-Marie Odin, promu, puis nommé archevêque de La Nouvelle-Orléans (Louisiane)
- 15 octobre 1862 - 16 décembre 1892 : Claude Dubuis
- 16 décembre 1892 - † 21 janvier 1918 : Nicholas Gallagher (Nicholas Aloysius Gallagher), auparavant administrateur apostolique du diocèse de Columbus (Ohio), puis administrateur apostolique de Galveston (10 janvier 1882)
- 18 juillet 1918 - 1er avril 1950 : Christopher Byrne (Christopher Edward Byrne)
- 1er avril 1950 - 25 juillet 195922 avril 1975 : Wendelin Nold (Wendelin Joseph Nold), auparavant évêque coadjuteur (29 novembre 1947)

#### Évêques de Galveston-Houston:
- 22 juillet 1959 - 22 avril 1975 : Wendelin Nold
- 22 avril 1975 - 21 août 1984 : John Morkovsky (John Louis Morkovsky), auparavant évêque auxiliaire puis évêque de San Antonio, évêque coadjuteur de Galveston-Houston (16 avril 1963)
- 6 décembre 1984 - 29 décembre 2004 : Joseph Fiorenza (Joseph Anthony Fiorenza), auparavant évêque de San Angelo

### Enfin sont archevêques de Galveston-Houston
- 29 décembre 2004 - 28 février 2006 : Joseph Fiorenza (Joseph Anthony Fiorenza), promu archevêque.
- 28 février 2006 - 20 janvier 2025 : Daniel DiNardo (Daniel Nicholas DiNardo), auparavant coadjuteur puis évêque de Sioux City (Iowa), coadjuteur de Galveston-Houston (16 janvier 2004), cardinal (24 novembre 2007)
- depuis le 20 janvier 2025 : Joe Steve Vásquez

## Évêques liés au diocèse

### Auxiliaires et coadjuteurs
- 14 mai 1878 - 6 décembre 1879 : Pierre Dufal (en) (ou Peter Dufal), C.S.C., évêque coadjuteur, auparavant vicaire apostolique au Bengale-Oriental et supérieur de sa Congrégation
- 5 juillet 1881 : Aloysius J. Meyer, C.M., nommé administrateur apostolique mais refuse la nomination
- 23 janvier 1979 - 19 décembre 1985 : John E. McCarthy, évêque auxiliaire, nommé évêque d'Austin
- 12 mars 1968 - 22 août 1969 : John J. Cassata, évêque auxiliaire, nommé évêque de Fort Worth
- 1er avril 1986 - 13 août 1991 : Enrique San Pedro, S.J., évêque auxiliaire, nommé coadjuteur puis évêque de Brownsville
- 29 décembre 1987 - 2 juin 2000 : Curtis J. Guillory, S.V.D., évêque auxiliaire, nommé évêque de Beaumont
- 26 janvier 1993 - 3 juillet 2000 : James A. Tamayo, évêque auxiliaire, nommé évêque de Laredo
- 22 juin 2001 - 6 novembre 2006 : Vincent M. Rizzotto, évêque auxiliaire
- 30 novembre 2001 - 26 janvier 2010 : Joe S. Vasquez, évêque auxiliaire, nommé évêque d'Austin
- 21 février 2012 - 22 juin 2021 : George A. Sheltz, évêque auxiliaire, démissionnaire pour raison d'âge
- depuis le 18 mai 2021: Italo Dell’Oro, évêque auxiliaire

### Évêques originaires du diocèse
- John C. Neraz, évêque de San Antonio (1881-1894), administrateur apostolique du diocèse de Brownsville (1887-1890)
- John A. Forest, évêque de San Antonio (1895-1911)
- Louis J. Reicher, évêque d'Austin (1947-1971)
- Vincent M. Harris, évêque de Beaumont (1966-1971), coadjuteur (1971) puis évêque d'Austin (1971-1985)
- Patrick F. Flores, évêque auxiliaire de San Antonio (1970-1978), évêque d'El Paso (1978-1979), archevêque de San Antonio (1979-2004)
- Bernard J. Ganter, évêque de Tulsa (Oklahoma) (1972-1977), puis évêque de Beaumont (1977-1993)
- Oscar Cantú, évêque auxiliaire de San Antonio (2008-2013), administrateur apostolique de San Antonio (2010), évêque de Las Cruces (Nouveau-Mexique) (2013-2018), coadjuteur (2018-2019) puis évêque de San Jose (Californie)
- Brendan J. Cahill, évêque de Victoria (23 avril 2015)

## Galerie de portraits

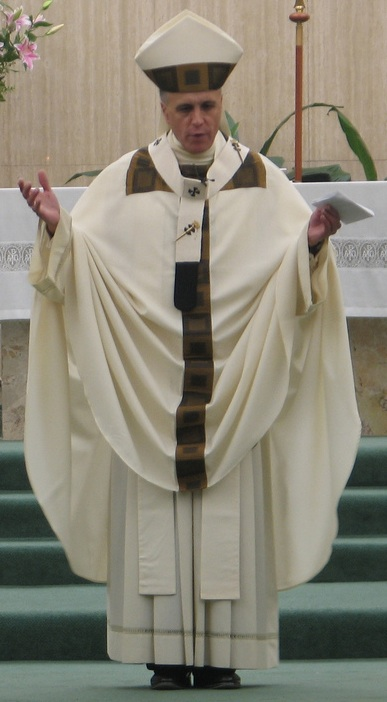
Daniel DiNardo (2006 - 2025)

## Sources